# The Rugby Championship 2024
The Rugby Championship 2024 – trzynasta edycja The Rugby Championship, corocznego turnieju w rugby union rozgrywanego pomiędzy czterema najlepszymi zespołami narodowymi półkuli południowej – Argentyny, Australii, Nowej Zelandii i RPA. Turniej odbył się systemem kołowym pomiędzy 10 sierpnia a 28 września 2024 roku.
Wliczając turnieje w poprzedniej formie, od czasów Pucharu Trzech Narodów, była to dwudziesta dziewiąta edycja tych zawodów.
Zwycięzca meczu zyskiwał cztery punkty, za remis przysługiwały dwa punkty, porażka nie była punktowana, a zdobycie przynajmniej trzech przyłożeń więcej od rywali lub przegrana nie więcej niż siedmioma punktami premiowana była natomiast punktem bonusowym. Podczas zawodów były testowane doprecyzowania oraz zmiany w przepisach dotyczące m.in. wprowadzenia limitów czasowych przy młynie i aucie, zmiany zachowań w maulu i aucie, ochrony łącznika młyna. Poszczególne związki – pomiędzy grudniem 2023 a kwietniem 2024 roku – kolejno wyznaczały stadiony na domowe spotkania, a ostateczny harmonogram gier został opublikowany w połowie kwietnia 2024 roku. Sędziowie zawodów zostali wyznaczeni na początku sierpnia 2024 roku. Składy zespołów.

## Mecze
| 10 sierpnia 202414:45 | Australia                   | 7:33(0:21) | Południowa Afryka                                                               | Suncorp Stadium, Brisbane Sędzia: Luke Pearce |
| 10 sierpnia 202414:45 | Paisami 5 (P) Lynagh 2 (pd) | 7:33(0:21) | Arendse 10 (2P) Kolisi 5 (P) Toit 5 (P) Smith 5 (P) Feinberg-Mngomezulu 8 (4pd) | Suncorp Stadium, Brisbane Sędzia: Luke Pearce |
| 10 sierpnia 202414:45 | Kellaway                    | 7:33(0:21) | Kriel · Marx · van Staden                                                       | Suncorp Stadium, Brisbane Sędzia: Luke Pearce |

| 10 sierpnia 202419:05 | Nowa Zelandia                                                     | 30:38(20:15) | Argentyna                                                                       | Sky Stadium, Wellington Sędzia: Angus Gardner |
| 10 sierpnia 202419:05 | Darry 5 (P) Lienert-Brown 5 (P) Tele'a 5 (P) McKenzie 15 (3pd 3K) | 30:38(20:15) | Cinti 5 (P) M. Carreras 5 (P) Molina 5 (P) Creevy 5 (P) S. Carreras 18 (3pd 4K) | Sky Stadium, Wellington Sędzia: Angus Gardner |

| 17 sierpnia 202419:05 | Nowa Zelandia                                                                | 42:10(35:0) | Argentyna                                      | Eden Park, Auckland Sędzia: Andrea Piardi |
| 17 sierpnia 202419:05 | McKenzie 17 (P 6pd) Savea 5 (P) Clarke 5 (P) Jordan 10 (2P) B. Barrett 5 (P) | 42:10(35:0) | Mallía 5 (P) Albornoz 2 (pd) S. Carreras 3 (K) | Eden Park, Auckland Sędzia: Andrea Piardi |
| 17 sierpnia 202419:05 | Aumua                                                                        | 42:10(35:0) |                                                | Eden Park, Auckland Sędzia: Andrea Piardi |

| 17 sierpnia 202417:55 | Australia       | 12:30(9:11) | Południowa Afryka                                                                      | Optus Stadium, Perth Sędzia: Paul Williams |
| 17 sierpnia 202417:55 | Lolesio 12 (4K) | 12:30(9:11) | Fassi 5 (P) van Staden 5 (P) Feinberg-Mngomezulu 8 (pd 2K) Pollard 2 (pd) Marx 10 (2P) | Optus Stadium, Perth Sędzia: Paul Williams |
| 17 sierpnia 202417:55 | Uru             | 12:30(9:11) |                                                                                        | Optus Stadium, Perth Sędzia: Paul Williams |

| 31 sierpnia 202417:00 | Południowa Afryka                                                         | 31:27(11:12) | Nowa Zelandia                                                   | Emirates Airline Park, Johannesburg Sędzia: Andrew Brace |
| 31 sierpnia 202417:00 | Mbonambi 5 (P) Smith 5 (P) Williams 5 (P) Feinberg-Mngomezulu 16 (2pd 4K) | 31:27(11:12) | Taylor 5 (P) Clarke 10 (2P) J. Barrett 5 (P) McKenzie 7 (2pd K) | Emirates Airline Park, Johannesburg Sędzia: Andrew Brace |
| 31 sierpnia 202417:00 | Fassi                                                                     | 31:27(11:12) | Tuʻungafasi                                                     | Emirates Airline Park, Johannesburg Sędzia: Andrew Brace |

| 31 sierpnia 202416:00 | Argentyna                                            | 19:20(13:7) | Australia                                                     | Estadio Jorge Luis Hirschi, La Plata Sędzia: James Doleman |
| 31 sierpnia 202416:00 | González 5 (P) S. Carreras 11 (pd 3K) Albornoz 3 (K) | 19:20(13:7) | Gordon 5 (P) Valetini 5 (P) Lolesio 7 (2pd K) Donaldson 3 (K) | Estadio Jorge Luis Hirschi, La Plata Sędzia: James Doleman |

| 7 września 202417:00 | Południowa Afryka                                                  | 18:12(3:9) | Nowa Zelandia    | DHL Stadium, Kapsztad Sędzia: Matthew Carley |
| 7 września 202417:00 | Kolisi 5 (P) Marx 5 (P) Pollard 5 (pd K) Feinberg-Mngomezulu 3 (K) | 18:12(3:9) | McKenzie 12 (4K) | DHL Stadium, Kapsztad Sędzia: Matthew Carley |
| 7 września 202417:00 | le Roux · Wiese                                                    | 18:12(3:9) | Reece · Lomax    | DHL Stadium, Kapsztad Sędzia: Matthew Carley |

| 7 września 202416:00 | Argentyna | 67:27(17:20) | Australia                                                                        | Estadio Brigadier General Estanislao López, Santa Fe Sędzia: Pierre Brousset |
| 7 września 202416:00 | M. Carreras 5 (P) Montoya 5 (P) González 5 (P) Matera 5 (P) Oviedo 10 (2P) Mallía 10 (2P) Cinti 5 (P) Albornoz 18 (6pd 2K) S. Carreras 4 (2pd) | 67:27(17:20) | Tizzano 5 (P) Kellaway 5 (P) McDermott 5 (P) Donaldson 10 (2pd 2K) Lynagh 2 (pd) | Estadio Brigadier General Estanislao López, Santa Fe Sędzia: Pierre Brousset |
| 7 września 202416:00 | Kellaway | 67:27(17:20) |                                                                                  | Estadio Brigadier General Estanislao López, Santa Fe Sędzia: Pierre Brousset |

| 21 września 202415:55 | Australia                                                                | 28:31(14:28) | Nowa Zelandia                                                         | Accor Stadium, Sydney Sędzia: Karl Dickson |
| 21 września 202415:55 | McReight 5 (P) Faessler 5 (P) Paisami 5 (P) Wright 5 (P) Lolesio 8 (4pd) | 28:31(14:28) | Jordan 5 (P) Ioane 5 (P) Savea 5 (P) Clarke 5 (P) McKenzie 11 (4pd K) | Accor Stadium, Sydney Sędzia: Karl Dickson |
| 21 września 202415:55 | Clarke · Lienert-Brown                                                   | 28:31(14:28) |                                                                       | Accor Stadium, Sydney Sędzia: Karl Dickson |

| 21 września 202418:00 | Argentyna                                                         | 29:28(26:22) | Południowa Afryka                                                      | Estadio Único Madre de Ciudades, Santiago del Estero Sędzia: Christophe Ridley |
| 21 września 202418:00 | M. Carreras 5 (P) Matera 5 (P) Sclavi 5 (P) Albornoz 14 (P 3pd K) | 29:28(26:22) | Fassi 5 (P) Kriel 5 (P) Reinach 5 (P) Pollard 10 (2pd 2K) Libbok 3 (K) | Estadio Único Madre de Ciudades, Santiago del Estero Sędzia: Christophe Ridley |
| 21 września 202418:00 | Arendse                                                           | 29:28(26:22) |                                                                        | Estadio Único Madre de Ciudades, Santiago del Estero Sędzia: Christophe Ridley |

| 28 września 202419:05 | Nowa Zelandia                                                             | 33:13(19:13) | Australia                        | Sky Stadium, Wellington Sędzia: Nika Amashukeli |
| 28 września 202419:05 | Reece 5 (P) Clarke 10 (2P) Jordan 5 (P) Williams 5 (P) B. Barrett 8 (4pd) | 33:13(19:13) | McReight 5 (P) Lolesio 8 (pd 2K) | Sky Stadium, Wellington Sędzia: Nika Amashukeli |
| 28 września 202419:05 | Clarke                                                                    | 33:13(19:13) |                                  | Sky Stadium, Wellington Sędzia: Nika Amashukeli |

| 28 września 202417:00 | Południowa Afryka                                                                                 | 48:7(27:7) | Argentyna         | Mbombela Stadium, Mbombela Sędzia: Ben O’Keeffe |
| 28 września 202417:00 | Fassi 10 (2P) Toit 10 (2P) Kolbe 5 (P) Kriel 5 (P) Marx 5 (P) Hendrikse 7 (2pd K) Pollard 6 (3pd) | 48:7(27:7) | Albornoz 7 (P pd) | Mbombela Stadium, Mbombela Sędzia: Ben O’Keeffe |
| 28 września 202417:00 | S. Carreras · M. Carreras · Matera                                                                | 48:7(27:7) |                   | Mbombela Stadium, Mbombela Sędzia: Ben O’Keeffe |